# Larmor-Baden
Larmor-Baden (in bretone: An Arvor-Baden) è un comune francese di 830 abitanti situato nel dipartimento del Morbihan nella regione della Bretagna. Il comune si affaccia sul golfo di Morbihan.

## Società

### Evoluzione demografica
Abitanti censiti